# Lüder von Bentheim
Lüder von Bentheim (* um 1555; † 1613) war ein Bremer Steinhändler und Architekt der Weserrenaissance.

## Biografie
Lüder von Bentheim wurde als Sohn eines aus Holland eingewanderten Steinhauermeisters geboren, der in Bremen zahlreiche Aufträge hatte. Sein Großvater war Rentmeister in Rheda. Er übernahm den Beruf seines Vaters und leistete 1579 den Bremer Bürgereid. Dies ist die erste urkundliche Erwähnung seiner Person. Anschließend widmete er sich verstärkt der Tätigkeit als Architekt. Erhielt sehr viele Bauaufträge, die er mit zahlreichen Mitarbeitern ausführte. 1595 wurde er von der Stadt zu des erbarn Rades Stenhower ernannt.
Von Bentheim war der führende Baumeister für die Bauten der Weserrenaissance in Bremen. Nach seinem Tod führte sein Sohn Johannes (1584–1653) seine Arbeit fort.

## Werke
Zu Beginn seiner Laufbahn bekam der noch nahezu unbekannte junge Architekt zunächst mehrere kleine Aufträge. Der erste belegbare war eine Arbeit am Bremer Ansgariitor von 1581/82. Anschließend erweiterte er 1583 die Braut, den berühmtesten der Bremer Pulvertürme. 1584 wurden unter seiner Leitung verschiedene Häuser am Domshof sowie die Fleischbänke auf dem Marktplatz restauriert. Zwei Jahre später arbeitete er an der Wesermauer.
Er bevorzugte als Baumaterial Sandstein. Diesen ließ er auf Weserlastkähnen aus der Oberweserregion nach Bremen transportieren.

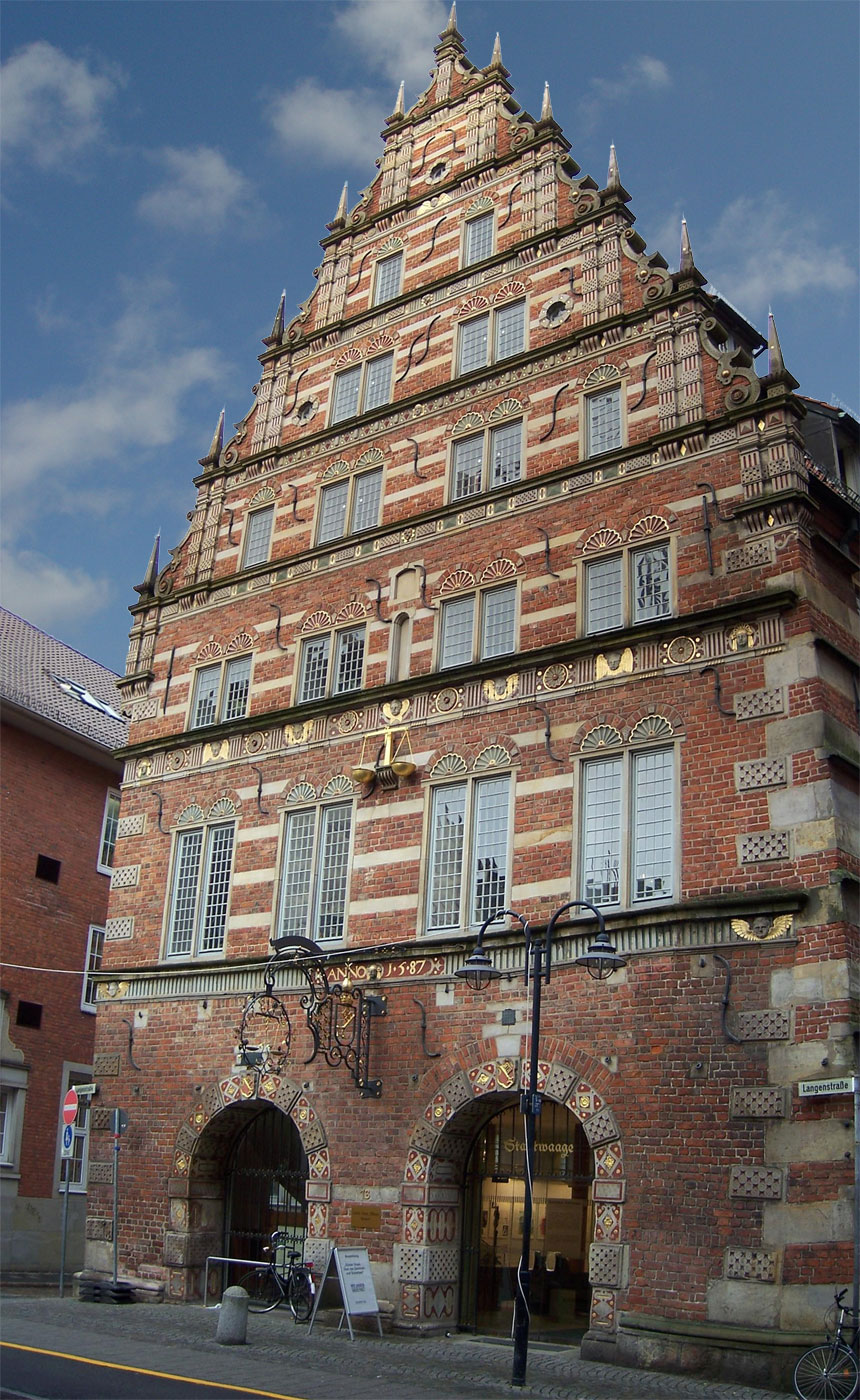
Bremer Stadtwaage

### Stadtwaage
Im Jahre 1587 entwarf von Bentheim seinen ersten eigenen Bau, die Bremer Stadtwaage. Mit diesem Gebäude leitete er die Phase der Weserrenaissance in Bremen ein.
Die charakteristische Fassade besteht aus Backsteinen, die in regelmäßigen Abständen von kerbschnitt-verzierten Bossensteinen abgelöst werden. Der sich nach oben verjüngende Giebel trägt auf jedem Absatz Pilaster, und die Fenster sind mit muschelförmigen Elementen gekrönt.
Durch zwei Rundbogentore gelangte man direkt in die weiträumige Wiegehalle, während in den oberen Stockwerken Speicherböden für Korn vorhanden waren.

### Kornhaus
1591 plante er die Konstruktion des Kornhauses. Die Sandsteinfassade ähnelte der der Stadtwaage sehr stark und besaß zahlreiche kleine Renaissance-Giebel.
Das Kornhaus wurde nach einem Luftangriff 1944 zerstört und nicht wieder aufgebaut.

### Werke um 1591 bis 1595

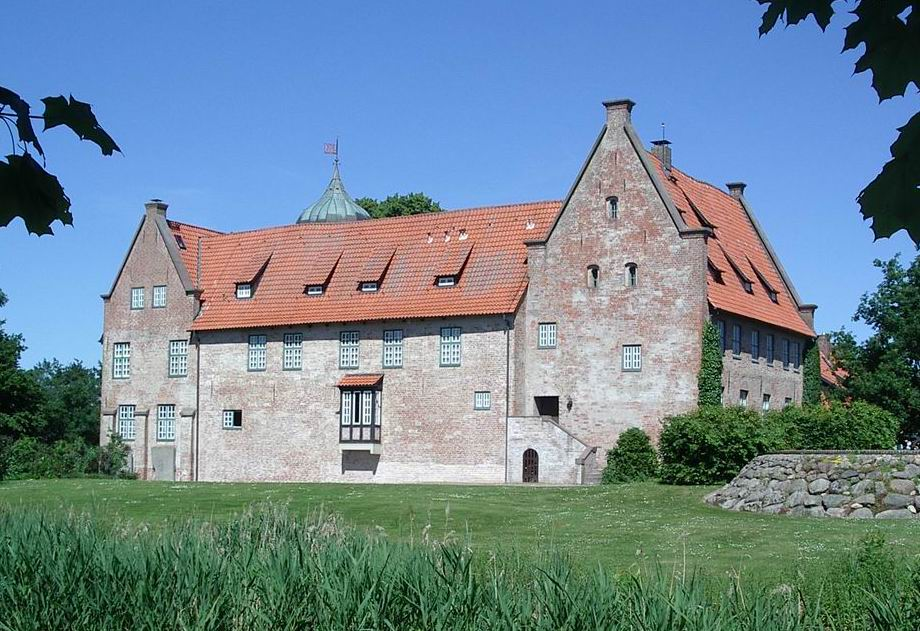
Burg Bederkesa

Anschließend folgte eine Phase von etwa vier Jahren, in denen Lüder von Bentheim erneut nur kleinere Aufträge ausführte. Er entwarf in dieser Zeit keine Gebäude, sondern begnügte sich damit, bestehende auszubauen oder umzugestalten. Zu den Bauten zählten unter anderen:
- die Rathsapotheke
- die Bremer Nordwestbastion in der Bremer Wallanlagen
- die Blumenthaler Kirche in Blumenthal
- die Burg Bederkesa
- die Rolandstatue in der Burg Bederkesa

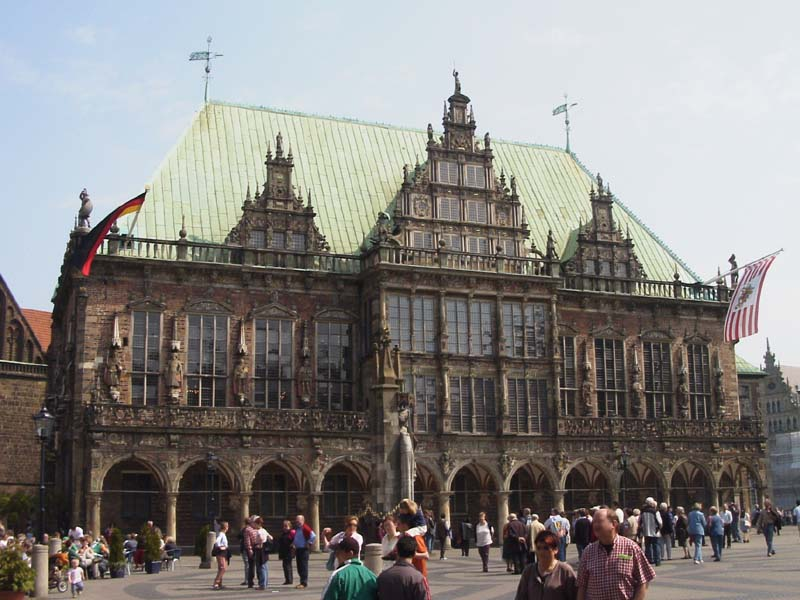
Rathaus in Bremen

### Bremer Rathaus
1595 begann Lüder von Bentheim am Bremer Rathaus zu arbeiten. Er ersetzte die schlichte Marktplatz-Front durch eine äußert aufwendige Weserrenaissance-Fassade. Diese wird von zahlreichen Arkaden getragen. Dem Dach vorgesetzt wurden drei Giebel, von denen der mittlere als Hauptstück hervorsticht. Im Inneren des Rathauses entwarf der Architekt die Güldenkammer, einen kleinen Raum für Beratungen, welcher mit goldgeprägten Ledertapeten ausgestattet ist.
Die Arbeiten am Rathaus zogen sich über 18 Jahre hin und wurden im Todesjahr Bentheims, 1613, vollendet.

### Außerhalb Bremens und seines Landgebietes

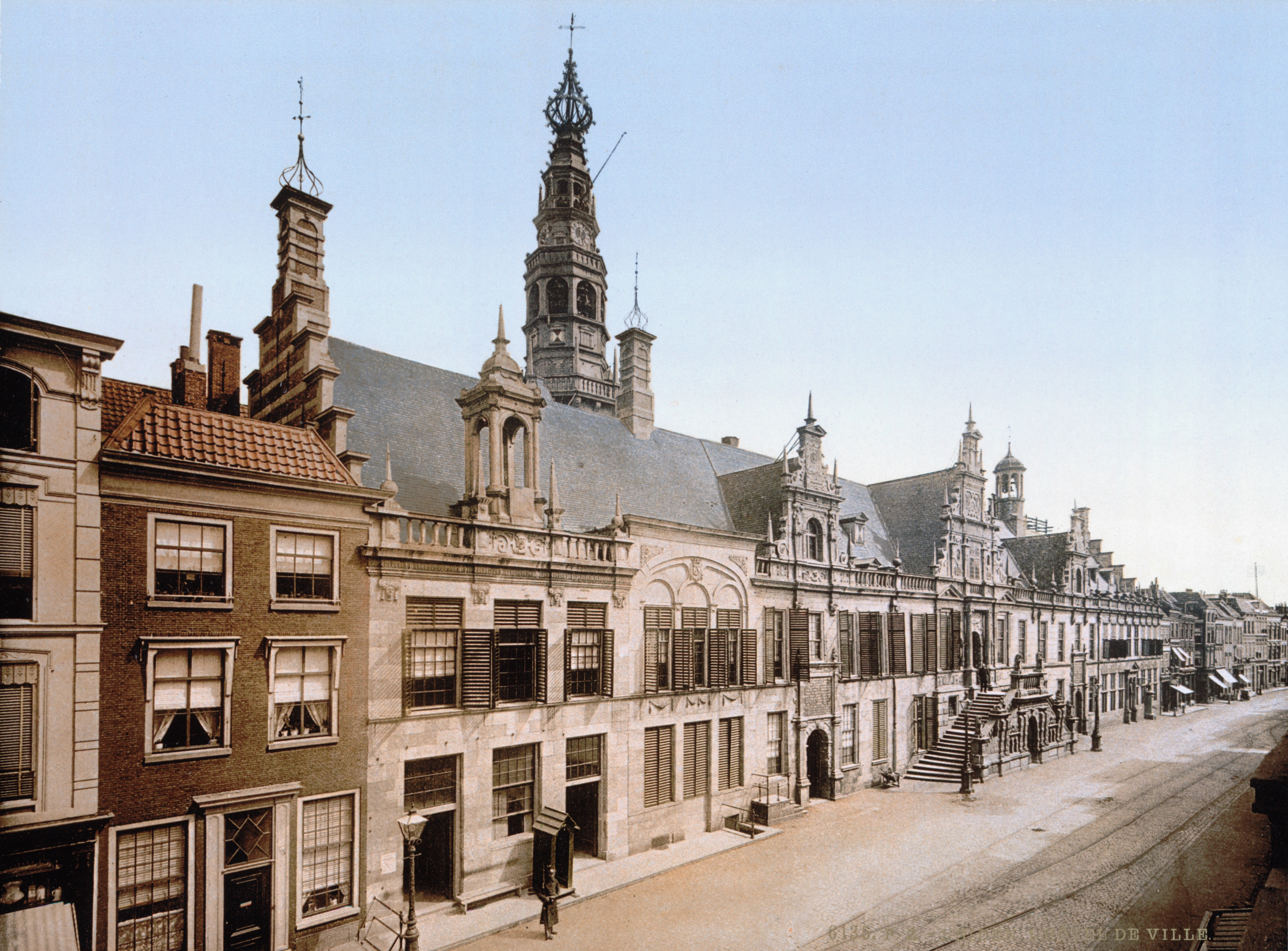
Rathaus in Leiden um 1900

Während seiner Arbeit am Bremer Rathaus war Lüder von Bentheim noch maßgeblich an der Ausführung (nicht am Entwurf) weiterer Gebäude beteiligt: In Leiden modernisierte er das gotische Rathaus im Stil der Renaissance und das Rijnhuis, die Schifffahrtsverwaltung. 
Darüber hinaus organisierte er auch für andere Bauten den Export Obernkirchener Sandsteins, wie er ihn auch in Bremen verwendete, in die Niederlande.

## Ehrungen
- Die Lüder-von-Bentheim-Straße in Schwachhausen wurde nach ihm benannt.
- Die Bremische Lüder von Bentheim-Gesellschaft bestand von 1901 bis etwa 1916. Neu gegründet besteht sie wieder seit 1961. Sie sprach sich 1961 gegen den modernen Neubau für die Bremische Bürgerschaft aus und wollte, dass dort Giebelhäuser errichtet werden.[3]
- Ein Bootsnachbau wurde 2001 auf den Namen Lüder von Bentheim getauft. Der Nachbau erfolgte durch die Bremer Bootsbau in Vegesack, nachdem 1999 bei Rohrsen zwei Weserlastkähne aus dem 16. Jahrhundert geborgen wurden, die im Weserrenaissance-Museum im Schloss Brake ausgestellt sind. Das Schiff wird von der Bremer Fahrgastschifffahrtsgesellschaft Hal över für Pendelfahrten auf der Weser eingesetzt.